# Abulia
Abulia (stgr. ἀβουλία = brak woli) – objaw kliniczny pod postacią zaburzenia aktywności, polegający na chorobliwym niedostatku lub braku woli, który przejawia się w niemożności podejmowania decyzji i działania nawet przy podejmowaniu drobnych decyzji. Towarzyszy obniżeniu napędu psychoruchowego występującemu w niektórych zaburzeniach neurotycznych i psychotycznych. Objaw charakterystyczny dla depresji endogennej, schizofrenii oraz uszkodzenia płatów czołowych (zespół czołowy), często w połączeniu z lękiem. Czasem zamiast terminu abulia używa się słowa hipobulia, podkreślając tym samym, że chodzi o obniżenie aktywności, a nie jej całkowity zanik. 
Może wynikać z emocjonalnych braków w dzieciństwie lub niewłaściwego stylu wychowawczego.
Przeciwieństwem jest hiperbulia, wzmożona aktywność.